# Paradise Heights
Paradise Heights statisztikai település az Amerikai Egyesült Államok Florida államában, Orange megyében. Lakosainak száma 1260 fő (2020. április 1.).

## Népesség
A település népességének változása:

| 2010 | 1 215 |
| 2020 | 1 260 |